# Forrestopius brenti
Forrestopius brenti là một loài tò vò trong họ Ichneumonidae.